# Rábahíd megállóhely
Rábahíd megállóhely egy Veszprém vármegyei vasúti megállóhely Várkesző településen, a MÁV üzemeltetésében. A Rába jobb partján fekvő község központjától mintegy 2,5 kilométerre északkeletre helyezkedik el, ráadásul a folyó bal partján, alig 200 méterre a megyehatártól, illetve Várkesző, Szany és Rábaszentandrás hármashatárától. Közvetlenül a 8412-es út vasúti keresztezésének déli oldalánál helyezkedik el, közúti elérését az az út biztosítja.

## Vasútvonalak
A megállóhelyet az alábbi vasútvonalak érintik:
- Pápa–Csorna-vasútvonal

## Kapcsolódó állomások
A megállóhelyhez az alábbi állomások vannak a legközelebb:
- Szany-Rábaszentandrás vasútállomás (Pápa–Csorna-vasútvonal)
- Marcaltő megállóhely (Pápa–Csorna-vasútvonal)

## Forgalom
| Járat        | Útvonal | Gyakoriság   |
| ------------ | --- | ------------ |
| személyvonat | Csorna – Rábapordány – Egyed-Rábacsanak – Szany-Rábaszentandrás – Rábahíd – Marcaltő – Nemesgörzsöny – Pápa | Napi 2-3 pár |